# Dizdarlije
Dizdarlije (cyr. Диздарлије) – wieś w Bośni i Hercegowinie, w Republice Serbskiej, w gminie Kozarska Dubica. W 2013 roku liczyła 68 mieszkańców.